# Преси-су-Тиль
Преси́-су-Тиль (фр. Précy-sous-Thil) — коммуна во Франции, находится в регионе Бургундия. Департамент коммуны — Кот-д’Ор. Входит в состав кантона Преси-су-Тиль. Округ коммуны — Монбар.
Код INSEE коммуны — 21505.

## Население
Население коммуны на 2010 год составляло 766 человек.
| 1962 | 1968 | 1975 | 1982 | 1990 | 1999 | 2010 |
| ---- | ---- | ---- | ---- | ---- | ---- | ---- |
| 612  | 583  | 535  | 592  | 603  | 709  | 766  |

## Экономика
В 2010 году среди 438 человек трудоспособного возраста (15—64 лет) 317 были экономически активными, 121 — неактивными (показатель активности — 72,4 %, в 1999 году было 74,9 %). Из 317 активных жителей работали 289 человек (159 мужчин и 130 женщин), безработных было 28 (7 мужчин и 21 женщина). Среди 121 неактивных 24 человека были учениками или студентами, 61 — пенсионерами, 36 были неактивными по другим причинам.